# 雷阿
雷阿（義大利語：Rea）是意大利伦巴第大区帕維亞省的市镇。面积为3.0平方公里，2004年人口数量为462人。